# 水島信用金庫
水島信用金庫（みずしましんようきんこ）は、岡山県倉敷市水島に本店を置く信用金庫。

## 沿革
- 1950年（昭和25年）6月 - 中小企業等協同組合法に基づき水島信用組合として設立。
- 1950年（昭和25年）7月 - 岡山県児島郡福田町無番地に開業。
- 1952年（昭和27年）5月 - 信用金庫に転換、水島信用金庫に改組。
- 1952年（昭和27年）8月 - 本店を倉敷市水島西常盤町の現在地に移転。
- 1959年（昭和34年）12月 - 連島支店開設。
- 1963年（昭和38年）12月 - 福田支店開設。
- 1968年（昭和43年）12月 - 寿町支店開設。
- 1972年（昭和47年）11月 - 中島支店開設。
- 1975年（昭和50年）6月 - 鶴の浦支店開設。
- 1978年（昭和53年）5月 - 笹沖支店開設。
- 1981年（昭和56年）6月 - 藤戸支店開設。
- 1981年（昭和56年）11月 - 倉敷駅前支店開設。
- 1982年（昭和57年）6月 - 西阿知支店開設。
- 1985年（昭和60年）3月 - 水島南支店開設。
- 1985年（昭和60年）4月 - 千鳥町支店開設。
- 1985年（昭和60年）11月 - 広江支店開設。
- 1986年（昭和61年）6月 - 矢柄支店開設。
- 1987年（昭和62年）11月 - 児島南支店開設。
- 1990年（平成 2年）6月 - 羽島支店開設。
- 1991年（平成3年）11月 - 茶屋町支店開設。
- 2008年（平成20年）11月 - 千鳥町支店、本店に統合。

## 事業区域
- 倉敷市、岡山市（旧御津郡御津町・建部町、旧赤磐郡瀬戸町を除く）、玉野市、総社市、都窪郡、浅口市、浅口郡、小田郡、笠岡市、井原市（旧小田郡美星町、旧後月郡芳井町を除く）

## キャラクター
これまでのほほん草紙を採用していたが、2009年10月1日からは「水夢(すいむ)くん」を採用している。

## ATMについて
みずしんのATM（みずしん以外を幹事金融機関とする共同利用自動機店舗を除く）では、他の信用金庫のキャッシュカードでも、「しんきんATMゼロネットサービス」により、平日8時45分から18時の入出金・土曜日9時から14時の出金に限り手数料は無料となる。
また、おかやまATMネットサービスに参加している岡山県内の各金融機関（中国銀行・トマト銀行(入金ネットによる入金も対象)・笠岡信用組合(入金ネットによる入金も対象)）のキャッシュカードでも、平日8時45分から18時の出金に限り手数料は無料となる。